# Кришкевич, Василий Семёнович
Василий Семёнович Кришкевич (1909—1991) — советский военный деятель, генерал-лейтенант интендантской службы.

## Биография
Родился 20 марта 1909 года в посёлке Свесса Российской империи, ныне Ямпольского района Сумской области Украины.
Окончил Харьковский финансово-экономический институт (ныне Харьковский национальный экономический университет). Преподавал в Харьковском финансово-экономическом институте, а затем — в Военно-хозяйственной академии РККА (ныне Военная академия материально-технического обеспечения имени А. В. Хрулёва).
Участник Великой Отечественной войны. В должности интенданта 3-го ранга РККА служил начальником финансового отдела 48-й армии Брянского фронта. Был отмечен за отличие в боях на территории Белорусской ССР (старший инспектор-ревизор финансовой службы 28‑й армии в 1943—1944 годах).
В 1953 году в воинском звании полковника был назначен начальником Военного факультета Московского финансового института (ныне Финансовый университет при Правительстве РФ). С 1955 года он первый заместитель начальника Центрального финансового управления Министерства обороны СССР. Внёс большой вклад в совершенствование работы Учёного совета факультета и, занимая высокое служебное положение в центральном аппарате Министерства обороны, продолжал решать задачи вуза.
После выхода на пенсию проживал в Москве, где умер в 1991 году.
В числе наград: орден Красной Звезды (1944), орден Красного Знамени (1963 — за участие в операции «Анадырь»), орден Отечественной войны 1-й степени (1985) и медали.